# José María Valle Riestra
José María Valle Riestra (Lima, 9 de novembre de 1858 - 25 de gener de 1925) fou un músic i compositor peruà.
Va fer els seus primers estudis musicals a Anglaterra el 1867 i els continuà a Lima, perfeccionant-los després, els de contrapunt i fuga, a París, sota la direcció de Gedalge, el 1893.
A més de diverses obres compostes en la seva joventut cal citar com a principals:
- l'òpera en tres actes Ollanta, estrenada a Lima el 1900;
- l'òpera en tres actes Atahualpa;
- una Missa de Rèquiem escrita en memòria del general Juan A. Pezet;
- l'elegia que va compondre pel trasllat de les restes Grau i Bolognesi;
- un Te Deum per a solemnitzar el centenari de Micaela Villegas, i diverses melodies per a cant i piano.

És autor del llibret de la seva òpera Atahualpa i de notables estudis sobre la vida de Micaela Villegas.